# Frères de Saint Louis de Gonzague

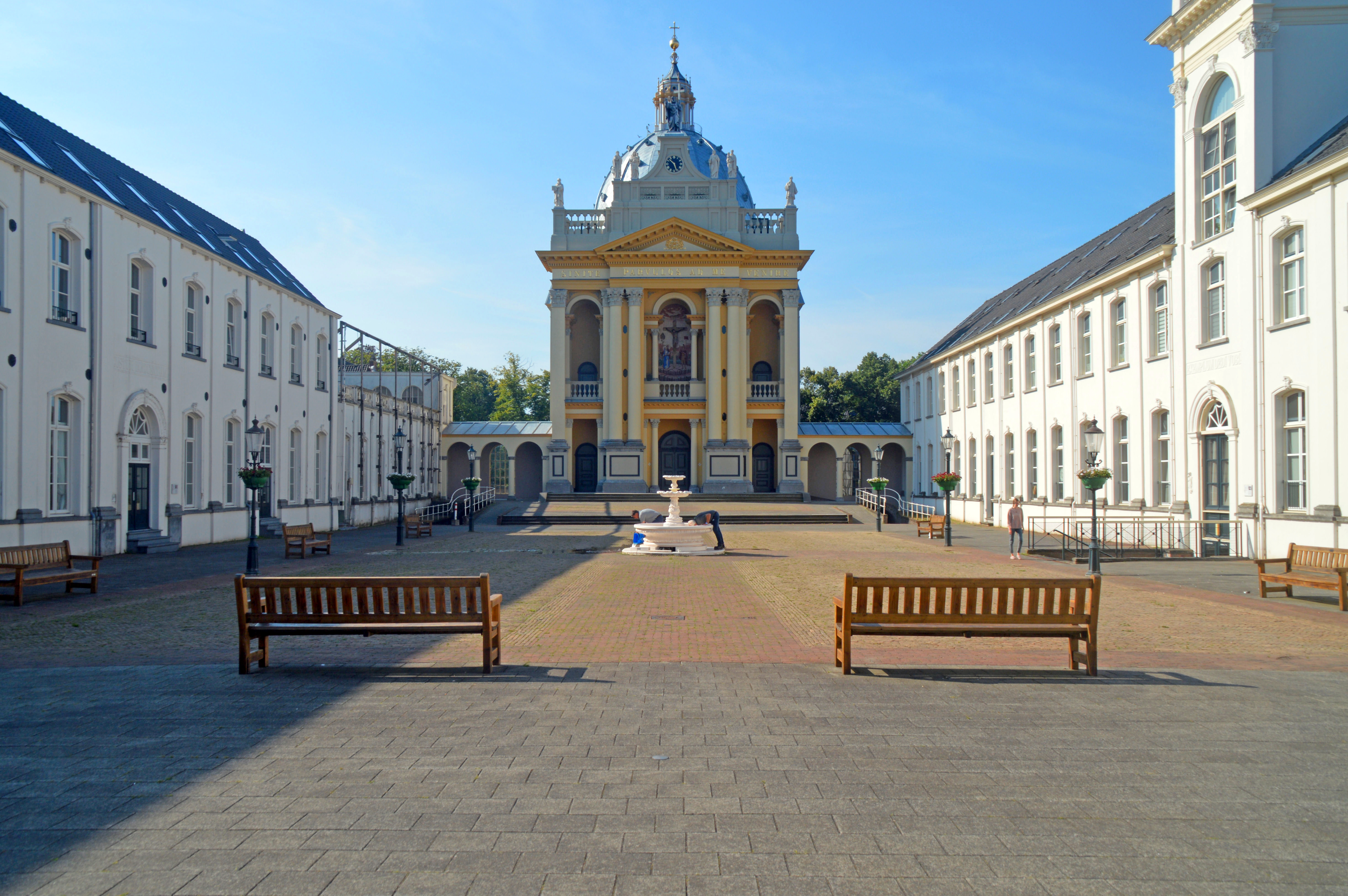
Chapelle Saint Louis

Les Frères de Saint Louis de Gonzague (Congregation Fratrum a Sancto Aloysio Gonzaga) [CSA], communément appelés Frères d'Oudenbosch, forment une congrégation religieuse catholique enseignante fondée en 1840 à Oudenbosch (Pays-Bas) par le cistercien Guillaume Hellemons (1810-1884). 

## Historique
La congrégation a été fondée à Oudenbosch dans le diocèse de Breda, lorsque l'interdit religieux (anti-catholique) fut levé par le nouveau roi. Guillaume Hellemons réunit un prêtre, Jean Huybrechts (1812-1889) devenu en religion le Père Vincent, et un frère, Antoine Frijters (1796-1865) devenu en religion le frère Louis, pour enseigner le catéchisme aux garçons pauvres des environs. Ils habitent au début dans une mansarde. Pour affronter les difficultés économiques, les religieux prennent en pension payante un garçon pour assurer sa formation complète. C'est le début de la congrégation qui devient ainsi une congrégation enseignante.
Les frères prennent un essor rapide et ouvrent une école aux Indes néerlandaises en 1862. Leurs premières constitutions sont approuvées en 1887 et par le  Decretum laudis du 9 mai 1922 la congrégation devient Institut religieux de droit pontifical.

## Activités et diffusion
Aujourd'hui les frères, dont la maison généralice se trouve à Oudenbosch, se dévouent à l'instruction chrétienne de la jeunesse et à des activités socio-pastorales.
La chute brutale des vocations à partir des années 1970-1980 explique pourquoi les frères ne sont plus de nos jours que vingt-neuf (selon l'annuaire pontifical de 2008) dans trois maisons. Ils ont quitté leurs écoles des Pays-Bas et fermé celle du Canada, ainsi que d'autres œuvres. Cet institut est donc en voie de disparition.